# النسر المزدوج

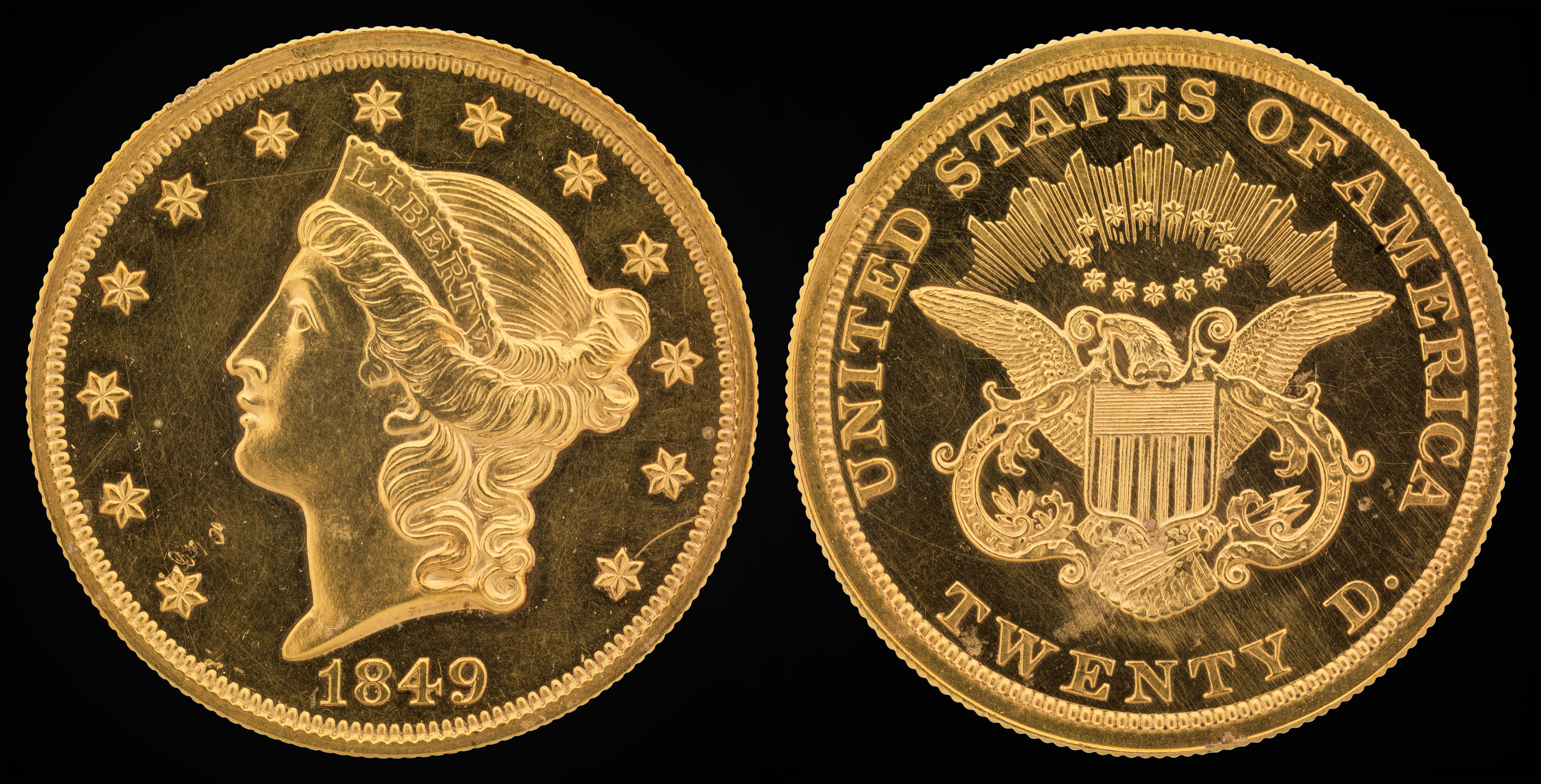
تصميم Liberty Head لعام 1849 بواسطة جيمس ب. لونجاكر

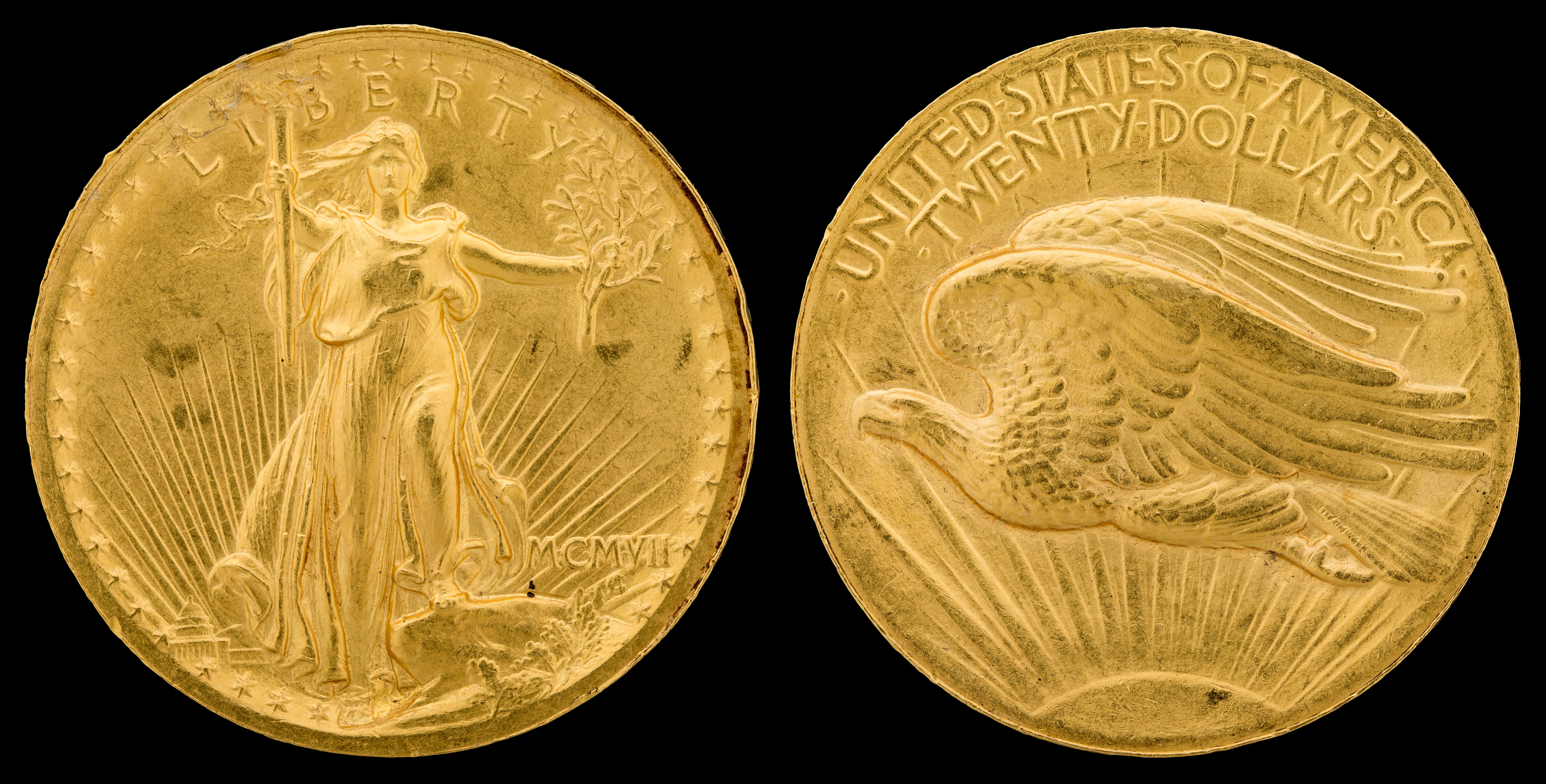
النسر المزدوج البارز الذي صممه أوغسطس سانت جودنز عام 1907

النسر المزدوج هو عملة ذهبية للولايات المتحدة قيمتها 20 دولارًا. (يبلغ محتواه من الذهب 0.9675 أوقية ترويسية [30.09 غ] كان سعر 20 دولارًا أمريكيًا بالسعر الرسمي لعام 1849 وهو 20.67 دولارًا أمريكيًا للأونصة.) العملات المعدنية هي 34 مم × 2 مم ومصنوعة من الذهب بنسبة 90% (0.900) غرامة أو 21.6 كيلوطن) وسبائك نحاس بنسبة 10% ويبلغ وزنها الإجمالي 1.0750 أوقية ترويسية (1.1794 أونصة؛ 33.44 غ).
عٌرف النسر ونصف النسر وربع النسر بالاسم في قانون الكونجرس الذي سمح لهم في الأصل. على نحو مماثل، أُنشئ النسر المزدوج بموجب قانون العملة لعام 1849. وبما أن القطعة الذهبية بقيمة 20 دولارًا كانت قيمتها ضعف قيمة النسر، فقد سميت هذه العملات المعدنية بـ "النسور المزدوجة".
في السابق، كانت العملة الأمريكية الأكثر قيمة هي النسر الذهبي بقيمة 10 دولارات، والذي أنتج لأول مرة في عام 1795، بعد عامين من افتتاح دار سك العملة الأمريكية.
تزامن إنتاج أول نسر مزدوج مع اندفاعة الذهب في كاليفورنيا عام 1849. في ذلك العام، أنتجت الدار قطعتين من العملة النقدية.
و في عام 1904، سعى الرئيس ثيودور روزفلت إلى تجميل العملات الأمريكية، واقترح أوغسطس سانت جودنز كفنان قادر على القيام بهذه المهمة. و على الرغم من أن النحات كانت له تجارب سيئة مع دار سك العملة ورئيس نقّاشها، تشارلز إي. باربر، إلا أن سانت جودنز قبل دعوة روزفلت.
تعرض العمل لتأخيرات كبيرة، بسبب تدهور صحة سانت جودنز والصعوبات الناجمة عن ارتفاع تصميمه. توفي سانت جودنز في عام 1907، بعد تصميم النسر والنسر المزدوج، ولكن قبل الانتهاء من التصميمات للإنتاج. أصبحت العملة المعدنية الجديدة معروفة باسم النسر المزدوج لسانت جودنز. استمر الإنتاج المنتظم حتى عام 1933، عندما غٌير السعر الرسمي للذهب إلى 35 دولارًا للأوقية بموجب قانون احتياطي الذهب.

## إصدار منتظم
تأتي النسور المزدوجة العادية في ستة اصناف ثانوية و نوعين رئيسيين على النحو التالي:
- رأس الحرية (التاج) 1849–1907
  - رأس الحرية، بدون شعار، قيمة "عشرون د." 1849–1866
  - رأس الحرية، مع شعار، بقيمة، بقيمة "عشرين دولارًا" 1866–1876
  - رأس الحرية، مع شعار، بقيمة "عشرين دولارًا" 1877–1907
- سانت جودنز 1907–1933
  - سانت جودنز، نقش بارز، أرقام رومانية، بدون شعار 1907
  - سان جودان، نقش بارز، أرقام عربية، بدون شعار 1907-1908
  - سان جودان، نقش بارز، أرقام عربية، مع شعار 1908-1933

### رأس الحرية
بسبب الأعمال الفنية الأقل مرغوبية وبالتالي انخفاض الطلب، فإن القطع الذهبية بقيمة 20 دولارًا من Liberty Head (Coronet) أقل شيوعًا، والنوع الفرعي الشائع أقل طلبًا من نوع Saint-Gaudens. في عام 1866، أُضيفت شعار " نحن نثق في الله " إلى النسر المزدوج، مما أدى إلى إنشاء نوع فرعي ثانٍ. في عام 1877، غٍُِير تصميم فئة العملة المعدنية على الوجه الخلفي من "TWENTY D." إلى "TWENTY DOLLARS"، مما أدى إلى إنشاء نوع فرعي ثالث وأخير للسلسلة. صُنعت عملة معدنية بنمط عام 1879 لخماسي ستيلا باستخدام تصميم يجمع بين ميزات عملة النسر المزدوج برأس الحرية ونمط ستيلا واستخدام نفس السبائك مثل ستيلا (90 جزءًا من الذهب وثلاثة أجزاء من الفضة وسبعة أجزاء من النحاس)؛ سُرقت هذه العملة المعدنية في يوليو 2008.

### سانت جودينز

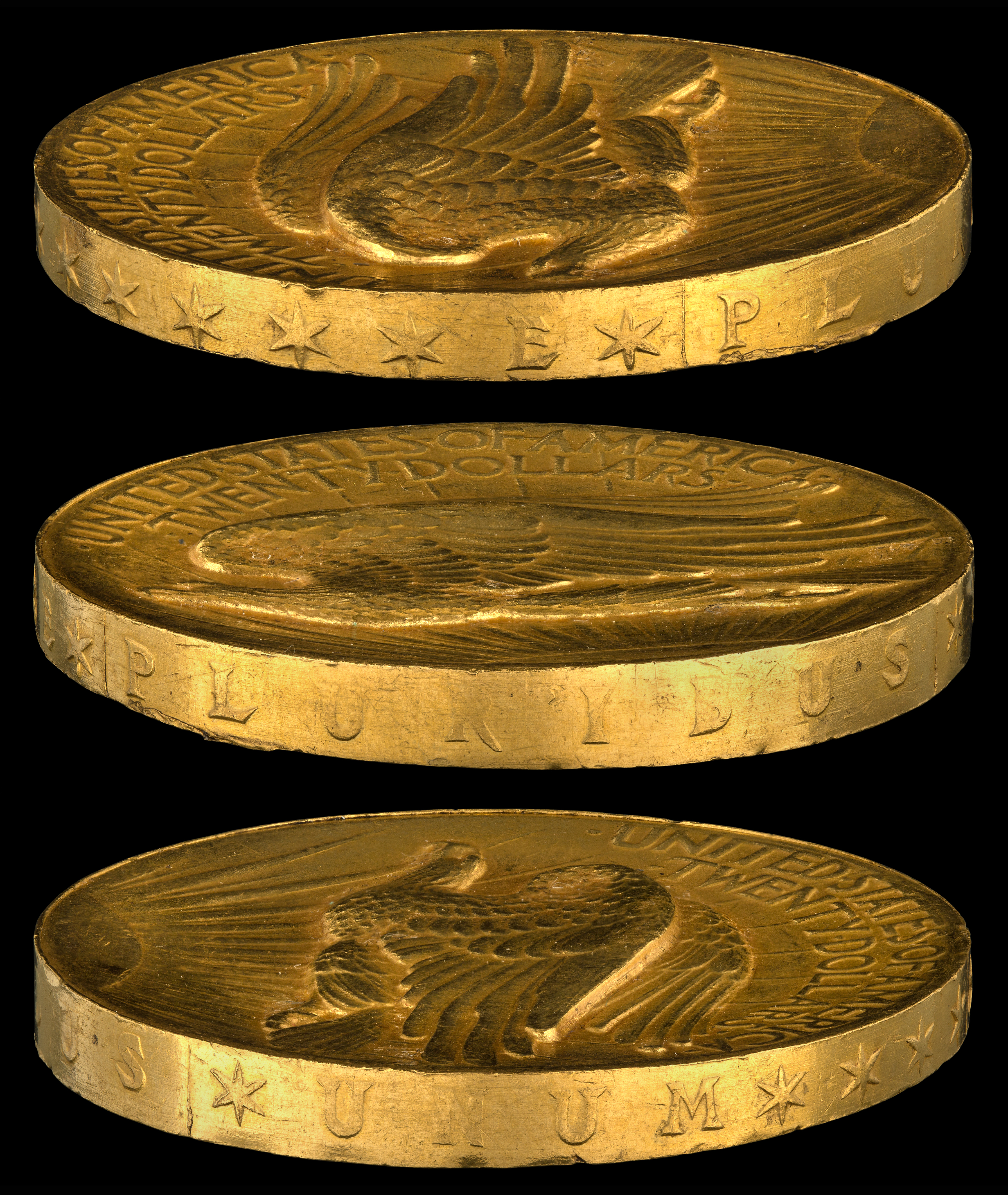
جانب من النسر المزدوج البارز لعام 1907 والذي يظهر عليه حروف الحافة وتفاصيل السطح

سمي نسر سانت جودنز المزدوج على اسم المصمم، أوغسطس سانت جودنز، أحد أبرز النحاتين في التاريخ الأمريكي. فرض عليه ثيودور روزفلت في السنوات الأخيرة من حياته إعادة تصميم العملة المعدنية للبلاد في بداية القرن العشرين. يُعد تصميم سانت جودنز لعملة العشرين دولارًا الذهبية من أبرز الأعمال الفنية وأكثرها تميزًا بين العملات الأمريكية.
في نهاية المطاف، أصرت الدار على إصدار نسخة ذات نقش منخفض، حيث استغرقت العملة ذات النقش البارز ما يصل إلى إحدى عشرة ضربة لإظهار التفاصيل، وهو ما كان أصعب بالنسبة لآلات الضغط القديمة. كما تسبب هذا الارتفاع البارز أيضًا في تكديس غير منتظم لأغراض مصرفية. سُكت 12,367 قطعة نقدية فقط من هذه العملات في عام 1907. وتتجاوز قيمة هذه العملات المعدنية بسهولة 10 آلاف دولار في الدرجات المتداولة، ولكن يمكن أن تصل قيمتها إلى ما يقرب من نصف مليون دولار في أفضل حالات الحفظ.
لقد كانت هناك العديد من التغييرات في السنوات الأولى لهذا التصميم. صدرت العملات الأولى في عام 1907 بتصميم يتضمن التاريخ بالأرقام الرومانية، ولكن غُير ذلك في وقت لاحق من ذلك العام إلى الأرقام العربية الأكثر ملائمة. تم حذف شعار "نحن نثق في الله" من التصميم الأولي، حيث شعر روزفلت أن وضع اسم الله على الأموال التي يمكن استخدامها لأغراض غير أخلاقية أمر غير مناسب. وبموجب قانون الكونجرس، تمت إضافة الشعار في منتصف عام 1908.
تم تغيير تصميم عملة سانت جودنز مرة أخرى عندما أصبحت نيو مكسيكو وأريزونا ولايات في عام 1912، و زِيدَ عدد النجوم على طول الحافة وفقًا لذلك من 46 إلى 48.
سكت العملات المعدنية ذات النسور المزدوجة بشكل روتيني حتى عام 1933، على الرغم من أن القليل من العملات المعدنية الصادرة في السنوات الأخيرة تم إصدارها قبل تشريع سحب الذهب في ذلك العام. وبناء على ذلك، فإن هذه الإصدارات (عندما تسمح وزارة الخزانة الأميركية للأفراد بامتلاكها) تجلب أسعاراً مرتفعة للغاية.
في الثاني والعشرين من يناير 2009، أصدرت دار سك العملة الأمريكية نسورًا مزدوجة ذات نقش بارز للغاية باستخدام التصميم العميق الذي تصوره سانت جودينز، حتى تتمكن دار سك العملة الأمريكية، كما يذكر موقعها على الإنترنت، من "تحقيق رؤية أوغسطس سانت جودينز لعملة ذات نقش بارز للغاية لم يكن من الممكن تحقيقها في عام 1907 بتصميمه الأسطوري للنسر المزدوج". ولكن على الرغم من هذا الادعاء، فقد أكدت دار سك العملة في الواقع ما أدى إلى فشل المحاولات الأولى في عام 1907. إن تكوين العملة المعدنية من الذهب الخالص بنسبة 0.9999 القابل للتآكل بشكل كبير والضربات المتعددة المطلوبة لإظهار التصميم ليست عملية للضربات التجارية. بسبب محتواها العالي من الذهب، وضغط الضرب الأكبر، فإن العملات المعدنية هي 27 عرض 4 مم و عمقها 34 ملم (نفس قطر النسر الذهبي)، بدلاً من 34 ملم مم × 2 ملم الذي أُنشئ لعملات ذهبية بقيمة 20 دولارًا أمريكيًا. سعر البيع الأولي كان 1239 دولارًا. ومع ارتفاع سعر الذهب بحلول شهر يونيو/حزيران، وصل إلى 1339 دولاراً، وبحلول شهر ديسمبر/كانون الأول وصل إلى 1489 دولاراً. لم يكن هناك حد على سك هذه الإصدارات غير المتداولة مرة واحدة، والتي تحمل تاريخ "MMIX". في شهر سبتمبر، تم رفع القيد الذي كان يفرض على كل شخص طلب عملة واحدة فقط. كان العدد النهائي 115,178. تم سك هذه العملات المعدنية في دار سك العملة ويست بوينت، لكن لا يوجد أي منها يحمل علامة الدار "W"، مما يجعلها غير عادية بشكل خاص.

## النسر المزدوج 1933

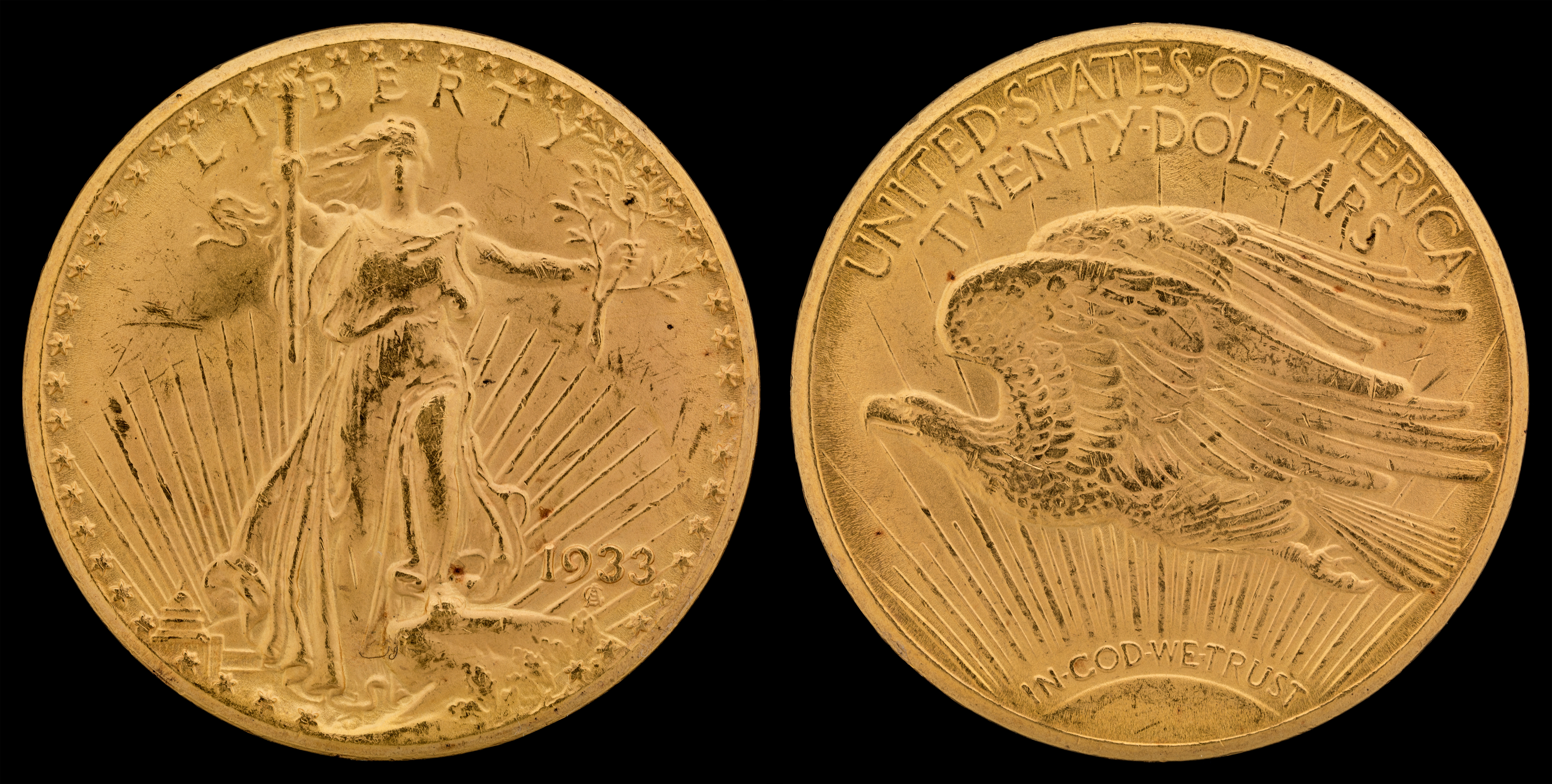
عينة سميثسونيان من النسر المزدوج سانت جودنز 1933

في عام 1933، أوقف الرئيس فرانكلين د. روزفلت سك العملات الذهبية وجعل امتلاك المعدن أمرًا غير قانوني (على الرغم من أن هواة جمع العملات يمكنهم الاحتفاظ بقطعهم). باستثناء واحد، لم يطلق أي نسور مزدوجة من عام 1933 بشكل قانوني على الإطلاق، على الرغم من سرقة بعضها من الحكومة، وعلى مر السنين تم استرداد العديد منها.
في صيف عام 2002، بِيعَت عملة نسر مزدوج من عام 1933 في مزاد علني مقابل 7,590,020 دولارًا أمريكيًا  ، وهو ما حطم الرقم القياسي القديم البالغ 4,140,000 دولار أمريكي والذي تم دفعه في مزاد علني مقابل دولار فضي من عام 1804. هذه القطعة فريدة من نوعها لأنها النسر المزدوج الوحيد من عام 1933 الذي اعتبرته حكومة الولايات المتحدة قانونيًا لمواطنيها (بعد التفاوض على ذلك على هذا النحو من خلال شروط معاهدة أمريكية مع حكومة أجنبية)  حتى النسخ غير القانونية من عملة النسر المزدوج لعام 1933 قد تصل قيمتها إلى مئات الآلاف من الدولارات، ولكن سيكون من غير القانوني لتاجر العملات في الولايات المتحدة أن يعقد صفقة باستخدام واحدة من هذه العملات. لا يوجد تاريخ آخر لنسر سانت جودنز المزدوج يساوي جزءًا كبيرًا من هذه العملة غير العادية. يمكن تجميع مجموعة كاملة غير متداولة من جميع عملات النسر المزدوجة الأخرى من Saint-Gaudens مقابل ما يزيد قليلاً على ثلاثة ملايين دولار (أقل من نصف السعر المدفوع مقابل عام 1933)، بما في ذلك النمط النادر للغاية ذو النقوش البارزة للغاية. بدون هذا النمط النادر، فإن المجموعة ستكون قيمتها أقل من 750 ألف دولار.
في أغسطس 2005، استعادت دار سك العملة الأمريكية عشر عملات معدنية مزدوجة النسر تعود إلى عام 1933 من أحد هواة الجمع الخاصين الذي اتصل بدار سك العملة الأمريكية للتأكد من صحتها. ادعت جوان إس. لانجبورد أنها ورثت العملات المعدنية من والدها، المشتبه به في سرقتها الأصلية في عام 1933، وأنها عثرت عليها في صندوق ودائع آمن في عام 2003. وأعلنت دار سك العملة أنها ستنظر في حفظ العملات المعدنية للعرض. وفي الوقت نفسه، رفعت لانجبورد دعوى قضائية أمام المحكمة الفيدرالية لاسترداد العملات المعدنية بعد أن فشلت آمالها في الحصول على تعويض مالي من الحكومة الفيدرالية. في سبتمبر 2009، حكم أحد القضاة الفيدراليين بأن الحكومة لديها مهلة حتى نهاية الشهر لإعادة العملات المصادرة إلى عائلة لانجبورد، أو لإثبات أنها سُرقت بالفعل. في 20 يوليو 2011، منحت هيئة محلفين في محكمة مدنية ملكية العملات العشر للحكومة الأمريكية على أساس أن العملات سُرقت من دار سك العملة. ومع ذلك، في 17 أبريل/نيسان 2015، ألغت محكمة الاستئناف الأمريكية للدائرة الثالثة في فيلادلفيا قرار هيئة المحلفين وحكمت بأن العملات العشر ذات النسر المزدوج الصادرة عام 1933 كانت في الواقع مملوكة لجوان إس. لانجبورد، ويجب إعادتها إلى عائلتها من قبل دار سك العملة الأمريكية. أعادت محكمة الاستئناف القطع النقدية إلى عائلة لانجبورد لأن المسؤولين الأميركيين لم يستجيبوا خلال مهلة 90 يومًا لمطالبة العائلة بمصادرة الممتلكات. في الأول من أغسطس/آب 2016، ألغت محكمة الاستئناف الكاملة حكمها السابق وسمحت للحكومة بالاحتفاظ بالقطع النقدية.

## خماسية ستيلا

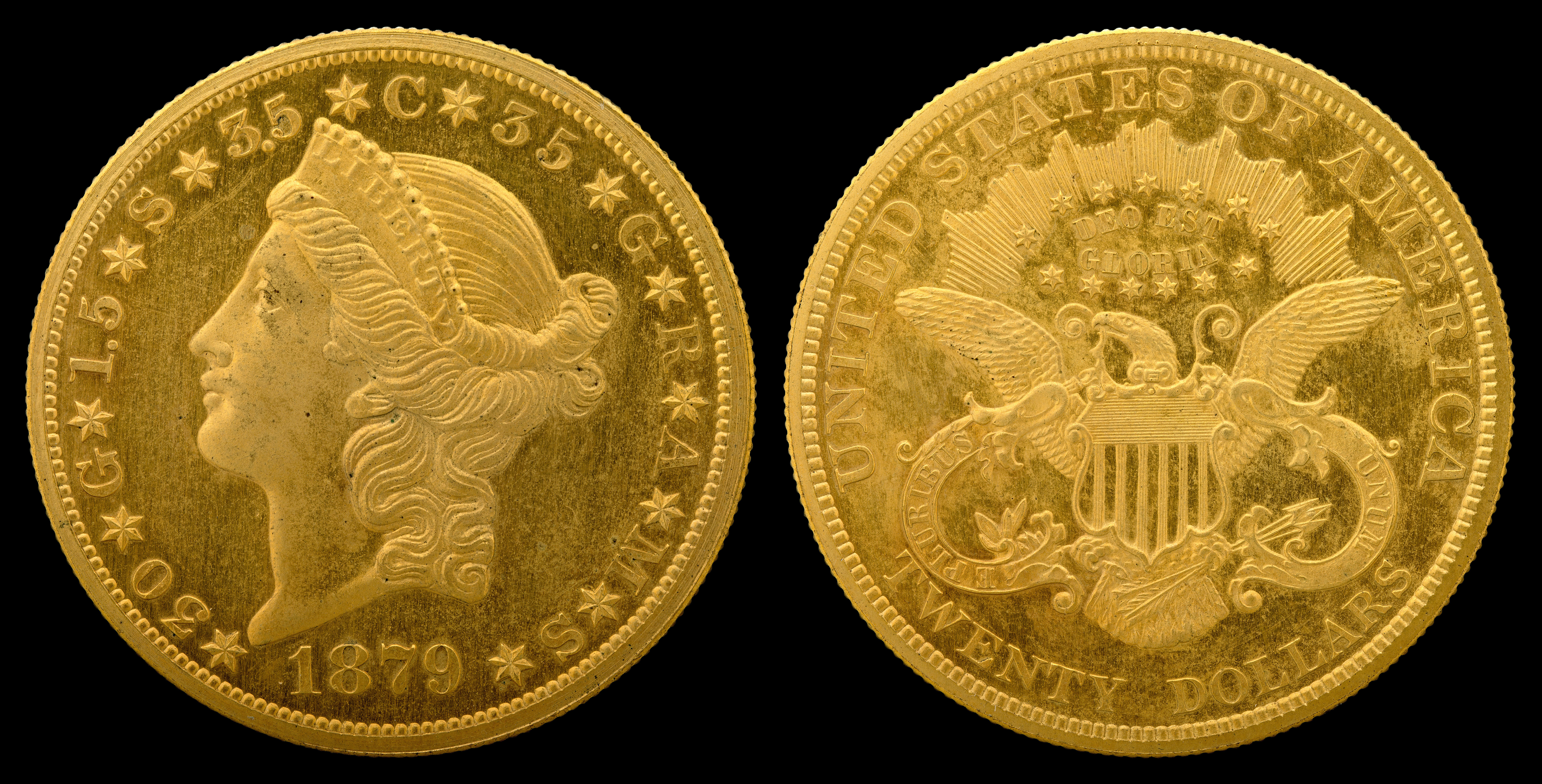
نمط ستيلا الخماسي

ردًا على المؤتمرات النقدية الدولية التي عقدت في أوروبا، قامت دار سك العملة الأمريكية بضرب أنماط من العملات الذهبية المختلفة لاستخدامها كعملة دولية في أواخر سبعينيات القرن التاسع عشر وأوائل ثمانينيات القرن التاسع عشر. كان النسر المزدوج أحد هذه العملات المعدنية، التي سكت بتصميم رأس الحرية المعدل والذي يتميز بـ "★30★G★1.5★S★3.5★C★35★G★R★A★M★S★" على الوجه في عام 1879، على غرار نمط ستيلا. من المعروف أن خمسًا من العملات المعدنية الناتجة عن "Quintuple Stella" موجودة في الذهب، بالإضافة إلى حوالي اثنتي عشرة عملة في النحاس، وقد تم طلاء بعضها بالذهب. تم حذف النقطة الموجودة في "3.5" عن طريق الخطأ في أول عملة نحاسية تم ضربها.

## العينات المعروفة
تزامن إنتاج أول نسر مزدوج مع اندفاع الذهب في كاليفورنيا عام 1849. في ذلك العام، أنتجت الدار قطعتين من العملة النقدية. توجد القطعة الأولى الآن في مؤسسة سميثسونيان في واشنطن العاصمة وقدمت الثانية إلى وزير الخزانة ويليام م. ميريديث وتم بيعها لاحقًا كجزء من تركته - لا يزال الموقع الحالي لهذه العملة غير معروف.
يُعد النسر المزدوج لعام 1933 من بين أكثر العملات الأمريكية قيمة، حيث أن المثال الوحيد المعروف حاليًا أنه في أيدي خاصة - عينة الملك فاروق، التي اشتراها الملك فاروق ملك مصر عام 1944 - بيعت في عام 2002 مقابل 7,590,020 دولارًا وأعيد بيعها لمشترٍ غير معروف في عام 2021 مقابل 18.8 مليون دولار. هناك اثني عشر عينة أخرى، اثنتان منها محفوظتان في المجموعة الوطنية للعملات المعدنية ومستودع السبائك الأمريكي في فورت نوكس.
في يوليو 2023، أُكتشفت أكثر من 700 عملة ذهبية يعود تاريخها إلى الفترة من 1840 إلى 1863، بما في ذلك عملة النسر المزدوج، في حقل ذرة في كنتاكي، والتي أطلق عليها اسم كنز كنتاكي العظيم. يظل مكتشف الموقع مجهولاً.

### فهرس
- Berman، Neil S.؛ Guth، Ron (2011). Coin Collecting For Dummies. John Wiley & Sons. ISBN:9781118052181. مؤرشف من الأصل في 2024-01-24.
- Bowers، Q. David (2004). A Guide Book of Double Eagle Gold Coins. Atlanta, GA: Whitman Publishing. ISBN:9780794817848.
- Bressett، Kenneth (1991). Collectible American Coins. Crescent Books. ISBN:9780517035870.
- Burdette، Roger W. (2006). Renaissance of American Coinage, 1905–1908. Great Falls, Va.: Seneca Mill Press. ISBN:9780976898610.
- Taxay، Don (1983). The U.S. Mint and Coinage (ط. reprint of 1966). New York, N.Y.: Sanford J. Durst Numismatic Publications. ISBN:9780915262687.

- جميع النسور الذهبية المزدوجة للولايات المتحدة – حسب السنة والنوع – التاريخ والصور والمزيد
- صور النسور الذهبية المزدوجة
- النسور المزدوجة الحديثة نسخة محفوظة April 16, 2009, على موقع واي باك مشين.